# Comanche (Oklahoma)
Comanche è una città degli Stati Uniti, situata nello Stato dell'Oklahoma, nella Contea di Stephens.